# Всеукраинский Союз союзов сельскохозяйственной кооперации и коллективизации
Всеукраинский Союз союзов сельскохозяйственной кооперации и коллективизации — союз производителей и продавцов сельскохозяйственной продукции, созданный в октябре 1929 года в Харькове. Способствовал накоплению паёв в кооперации, оказанию помощи батрацко-бедняцким слоям при поступлении в колхозы, определял порядок их приобщения к потребительским кооперациям организаций, занимлся вопросом финансирования, капитального строительства и др. Руководил культурно-образовательной сферой, организацией курсового обучения и воспитательной работой среди членов кооперации. Задачи и функции союза и его местных органов зафиксированы в положении и уставах. Их выполнение должно было способствовать подготовке и проведению коллективизации в сельском хозяйстве. Ликвидирован в 1930 году.